# Lucien Guinotte (kunstschilder)
Lucien Guinotte (Morlanwelz, 1925 – Oostende, 1989) was een progressief Belgisch kunstschilder, aquarellist en tekenaar.

## Levensloop
Lucien Guinotte stamde uit een adellijk geslacht en zeer voorname industriële familie die in de streek van Mariemont bedrijvig was in de steenkoolindustrie.
Hij studeerde vanaf 1944 aan de Academie voor Schone Kunsten in Brussel en stelde zich vanaf het begin heel non-conformistisch op. In 1947 werd hij lid van de groep “Tendances Contemporaines” met Paul Bury, Hélène Jacquet en Max Michotte.
Ergens in de late jaren '60 of vroege jaren ’70 vestigde hij zich in Oostende, eerst in de Kapellestraat, en vervolgens in de Wittenonnenstraat, en ten slotte in de Aartshertoginnestraat. Hij was er in de artistieke kringen een graag gezien figuur.
Zijn uitputtende levenswijze en zijn lichamelijke en psychische problemen dreven hem in een marginaal bestaan.

## Stijl
Hij werkte aanvankelijk expressionistisch. Toen hij in Oostende kwam wonen werden zijn schilderijen abstraherend figuratief vol plastische kracht en behandelden hoofdzakelijk de menselijke figuur, naakten, het strand en het zeegezicht.

## Tentoonstellingen
- 1943, La Louvière Les Amis de l’Art
- 1943, Brussel, Galerie Bruyninckx
- 1949, Lyon, Galerie Roger
- 1961, Brussel, L’Octroi
- 1964, Brussel, Galerie Vendôme
- 1965, Brussel, Galerie Reding
- 1966, Brussel, Galerie Contour
- 1968, Brussel, Galerie Contour
- 1970, Amsterdam, Galerie De Sfinx
- 1972, Brussel, Galerie Jacques Carton
- 1974, Oostende, Galerie Hautman
- 1974, Oostende, The Clipper
- 1975, Oostende, Galerie Ter Streep
- 1981, Knokke, Casino (Galerie Jan de Maere)
- 1982, Charleroi, Palais des Beaux-Arts
- 1988, Oostende, Hoger Rijksinstituut voor Paramedische Beroepen
- 1990, Oostende, Galerie Dialoog’92 (postuum)

## Musea
- Mu.ZEE (Kunstmuseum aan Zee), Oostende